# Emban

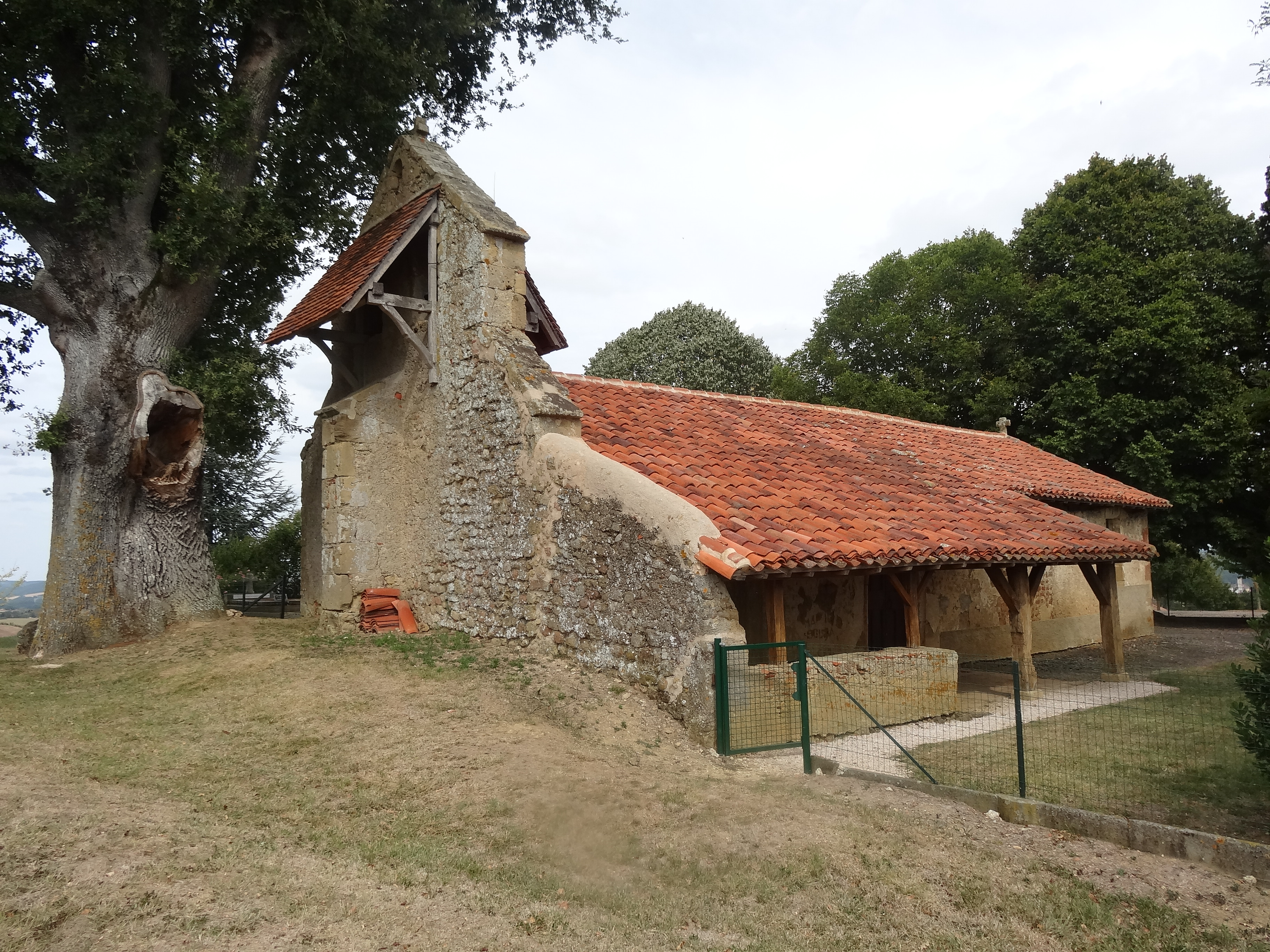
L'emban de la chapelle de Saint-Élix-Theux.

L'emban est, en Gascogne, un abri sous lequel se tiennent les réunions des communautés paroissiales puis les assemblées municipales. Il est constitué d'un toit de tuiles supporté par des poteaux de bois et accoté à l'église. C'est aussi une galerie ouverte sous le premier étage en surplomb des maisons entourant une place où les artisans tiennent boutique ou un hangar où est rangé le matériel agricole voire le corbillard.

## Étymologie
L'étymologie n'est pas bien connue. L'emban s'apparente au français auvent et dériverait comme lui du latin antivanum. Des transcriptions en français de textes gascons emploient les termes d'emporche ou d'antiporge, porge désignant le porche en gascon.

## Architecture

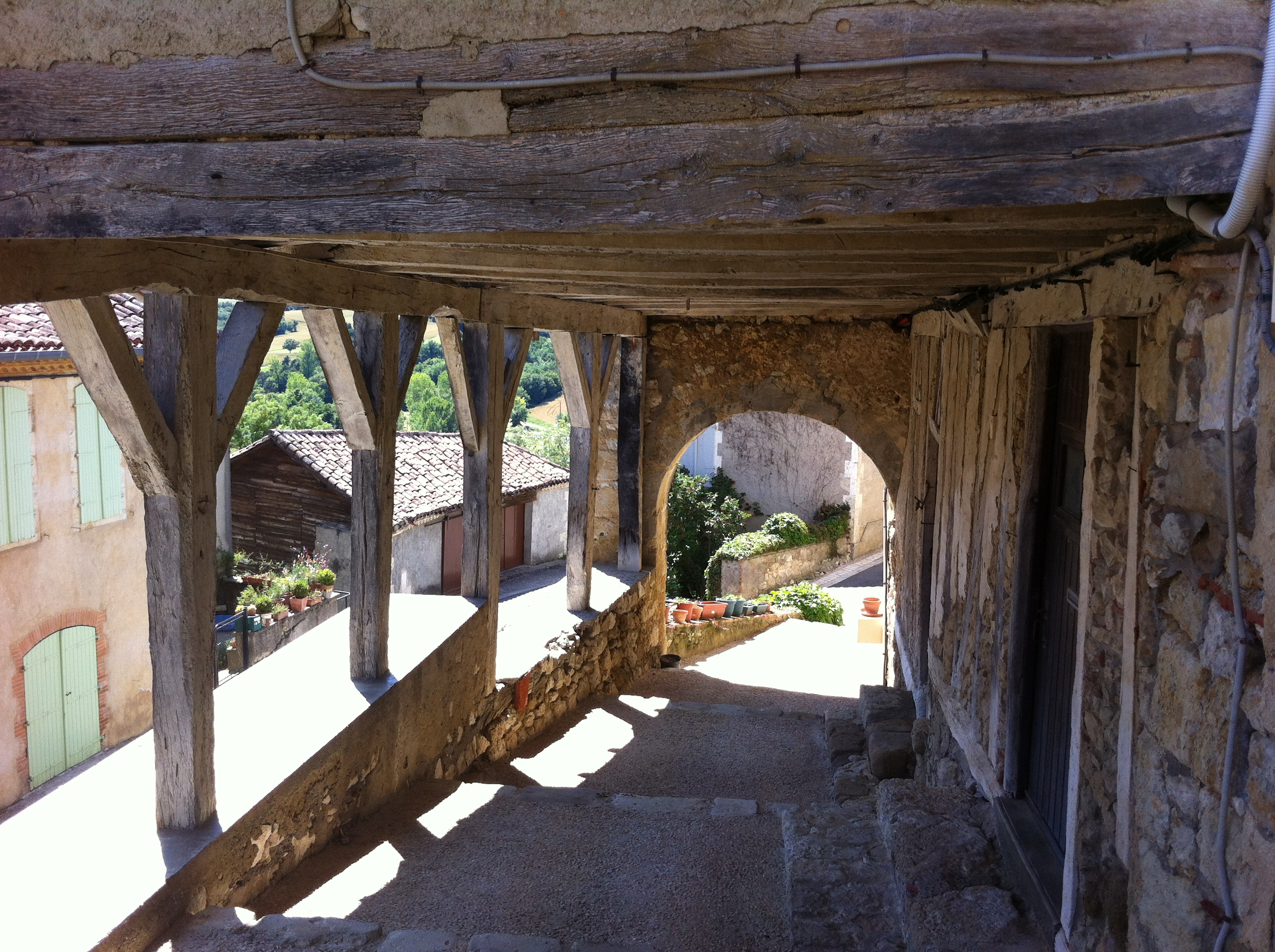
Les embans de Castelnau-Barbarens.

En architecture religieuse, l'emban, qui apparaît dès le Xe siècle, désigne l'auvent constitué par un avant-porche composé d'un toit de tuiles posé sur une charpente reposant sur des poteaux à l'avant du portail situé à l'ouest d'une église rurale orientée. Il est alors protégé des intempéries par un appentis se prolongeant très bas. Il peut aussi bien être accoté au mur de la façade latérale, clos par un mur prolongeant la façade ouest, ouvert au sud et à l'est, son toit venant en prolongement de la toiture de la nef. D'un confort tout à fait rudimentaire, en dehors de l'agrément de délibérer en plein air l'été, il comporte pour tout équipement un ou deux bancs de pierre. Pour Henri Polge, « annexe naturelle de l'église, qui a accès sur elle en même temps que sur l'extérieur, l'emban lui sert de prolongement ».
En architecture civile, l'emban est le nom donné aux cornières ou couverts, galeries ouvertes courant autour des places des villages ou bastides gasconnes. Elles appartiennent au domaine public, le propriétaire de la construction en surplomb supportée par des piliers n'étant pas propriétaire du sol livré à la libre circulation des passants. On en trouvait des exemples dans des villes qui n'étaient pas des bastides, comme à Auch autour de l'ancienne place de la Treille. À Vic-Fezensac ou à Tournecoupe, les cadastres du XVIIIe siècle mentionnent de nombreuses maisons ainsi : « maison et hautban au foirail du Marcadiu », associant l'emban au marché. À Gimont cependant, la galerie entourant la place est mentionnée par le terme garlande probablement d'origine languedocienne (le groupe « -nd » ne se trouve pas en gascon) du fait de la proximité de Toulouse.
Dans le domaine privé, l'emban désigne encore un hangar sur poteaux, ouvert sur trois côtés, le quatrième, à l'ouest, étant protégé du vent et de la pluie par un bardage. La galerie à jour et sans surplomb au dernier étage des maisons semble plutôt porter le nom de balet.

## Fonctions

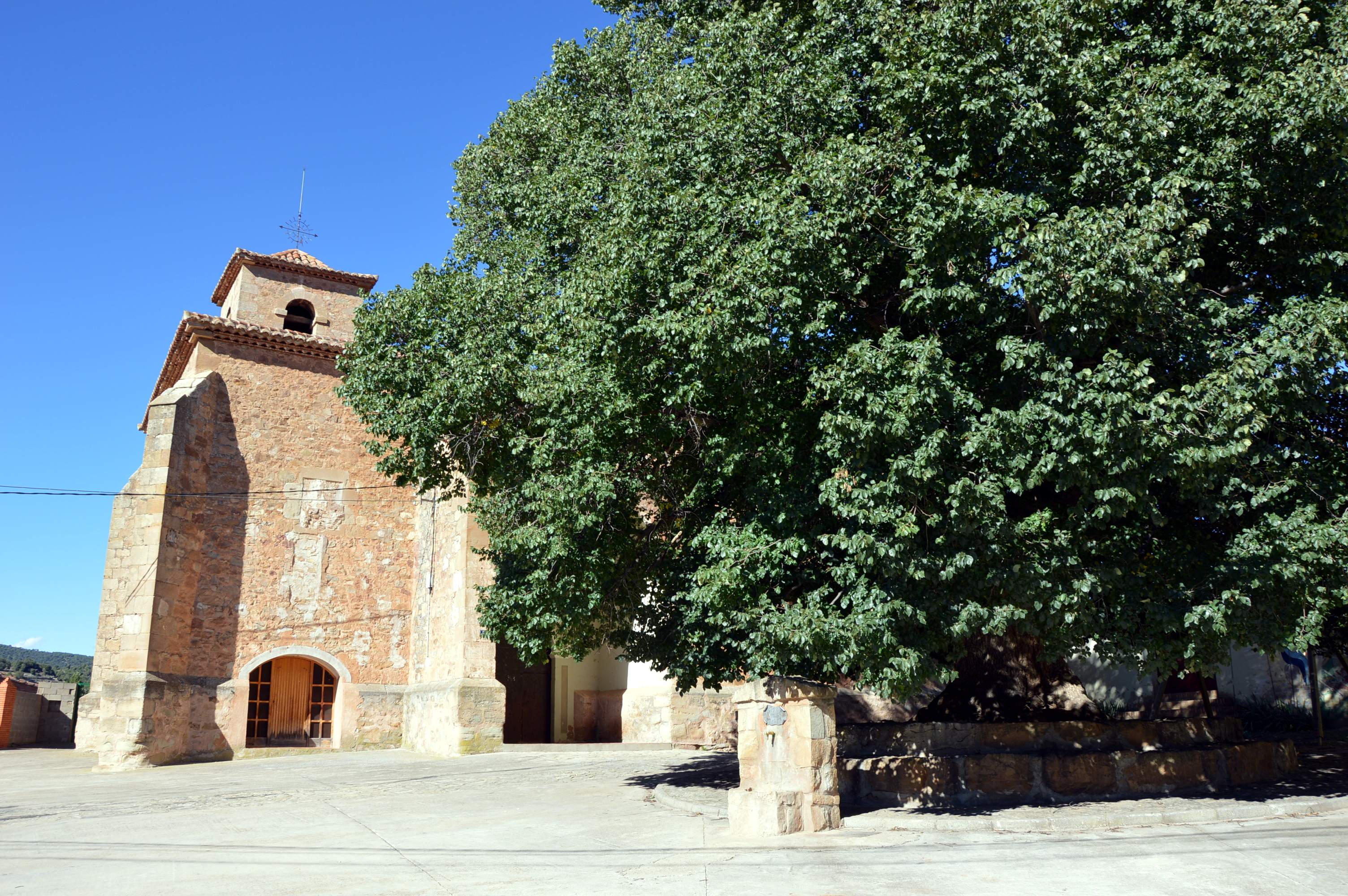
L'ormeau, abri des réunions communautaires, prédécesseur de l'emban.

Successeur de l'ormeau et prédécesseur de l'hôtel de ville, l'emban, ainsi qu'on l'appelle en Gascogne gersoise, est construit au XVIIIe siècle pour abriter les réunions qui se tiennent à la sortie de la messe (Sadeillan) ou des vêpres (Saint-Ost) sur un espace public, le patus ou le padouen, situé à proximité de l'église paroissiale comme à Gaujac, à Betcave ou au plech d'Esclassan, voire dans le cimetière (Lectoure ou Riscle), devant la forge (Armentieux) ou sous la halle (Tarsac), pour discuter des affaires de la communauté.
Henri Polge cite encore l'exemple des consuls de Casenave qui se réunissent « au dessoubs le porche de l'église, lieu acoustumé à tenir la jurade », des paroissiens de Pouy-Loubrin qui délibèrent « des affaires de la communauté sous le porche de l'église parroissialle dudit lieu, endroit accoutumé », d'Ornézan, d'Orbessan, de Ladevèze, de Mouchan où les délibérations de la communauté se faisaient Modèle:Soubz l'enbant de l'esglise, etc. La pratique se poursuit après la Révolution à Baillasbats où les consuls avaient coutume de délibérer « dessoutz lemban de léglize » et où après 1789 les électeurs sont convoqués « à la maison commune ou hangar de l'église ».
L'emban est alors le lieu où se tient le conseil municipal. Le maire y procède aux mariages. L'assemblée communautaire est convoquée au son des cloches. C'est aussi un abri pour des manifestations folkloriques.
Une autre fonction est celle de recevoir des sépultures comme à Frégouville ou une habitante est « ensevelie sous l'emporelle de l'église » ou à Saint-Orens d'Auch où « deux soldats du régiment de Conti ayant esté passés par les armes furent enterrés soubs l'anban de l'église avec certificat de Mr l'Aumosnier qu'ils avoient esté confessés ». À Pépieux, hameau de Castelnau-Barbarens, le corbillard paroissial est abrité dans un emban de grande dimension.

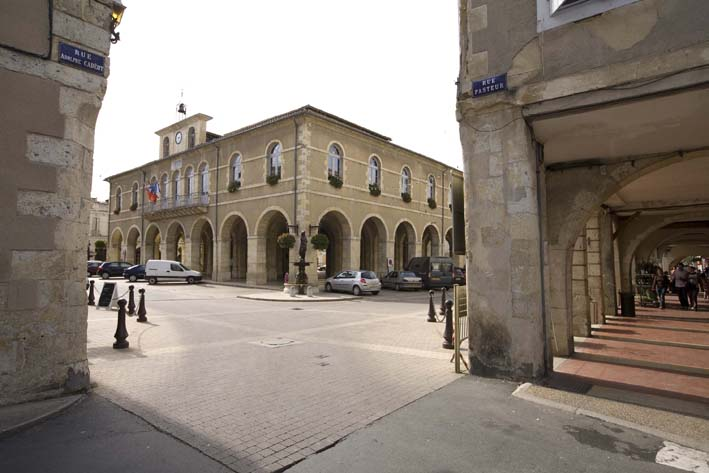
L'hôtel de ville de Fleurance au-dessus de la halle.

Plus récemment, l'affichage municipal côtoie les annonces de l'église à l'abri de l'emban qui accueille encore les boîtes à lettres de l'administration de la Poste.
La construction des hôtels de ville met fin à l'utilisation de l'emban comme lieu de réunion de l'assemblée municipale. À Auch, l'hôtel de ville remplace le porche de la cathédrale. Dans les bastides, la maison commune est souvent associée à la halle comme à Fleurance. Le mouvement gagne rapidement les villages : Saint-Avit (1724), Duran (1760), Monferran-Savès (1785), Lannepax (1796), Bazian (1816), Saint-Clar et Saint-Médard (1818), Marsolan (1820), Goux (1843), Saramon (1848), Labéjan (1858), Monpardiac (1880), Augnax (1896), etc.
Un emban est pourtant encore construit au XIXe siècle près de l'église à Roquebrune, « destiné à l'affichage du Moniteur des communes et de tous les placarda administratifs dont le public pourra prendre commodément connaissance en toutes saisons ».

## Protection du patrimoine
Plusieurs églises dotées d'un emban, des couverts ou des halles dont certaines font office d'emban pour l'église voisine, sont protégés au titre des monuments historiques, notamment, dans le Gers, les églises Saint-Jacques de Fromentas à Aignan, de Ramensan à Biran, de Baccarisse à Gazax-et-Baccarisse, Saint-Aubin au Houga, de Lagarde à Lagarde, Saint-Martin d'Heux à Larroque-sur-l'Osse, de Mazères-Campeils à Lartigue, de Paillan à Lussan, la chapelle Saint-Michel de Tremblade à Jegun, la maison de la Treille rue Marceau à Auch, la halle accotée à l'église de Puycasquier ou encore l'église Saint-Saturnin au pied du château de Flamarens.

Embans dans le Gers
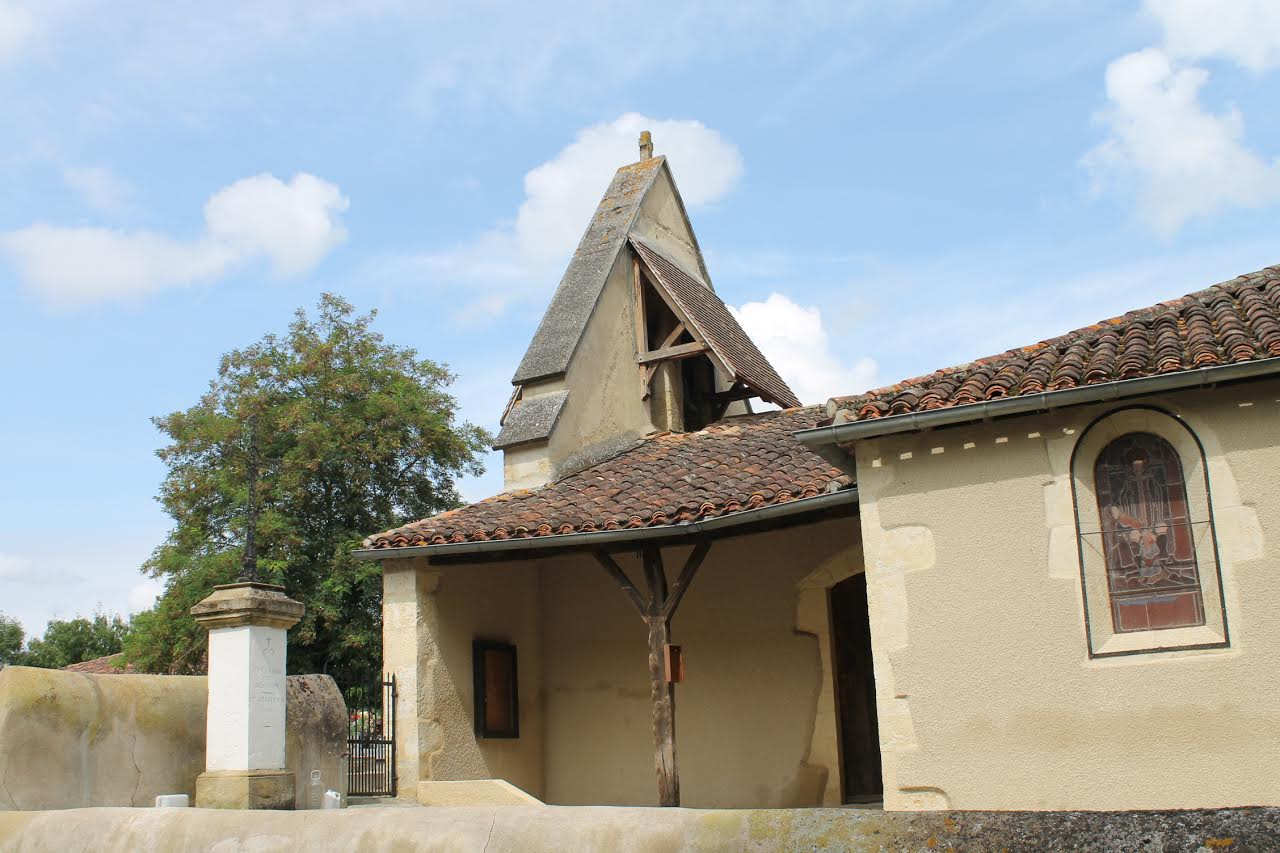
Église Saint-Gémier de Boucagnères
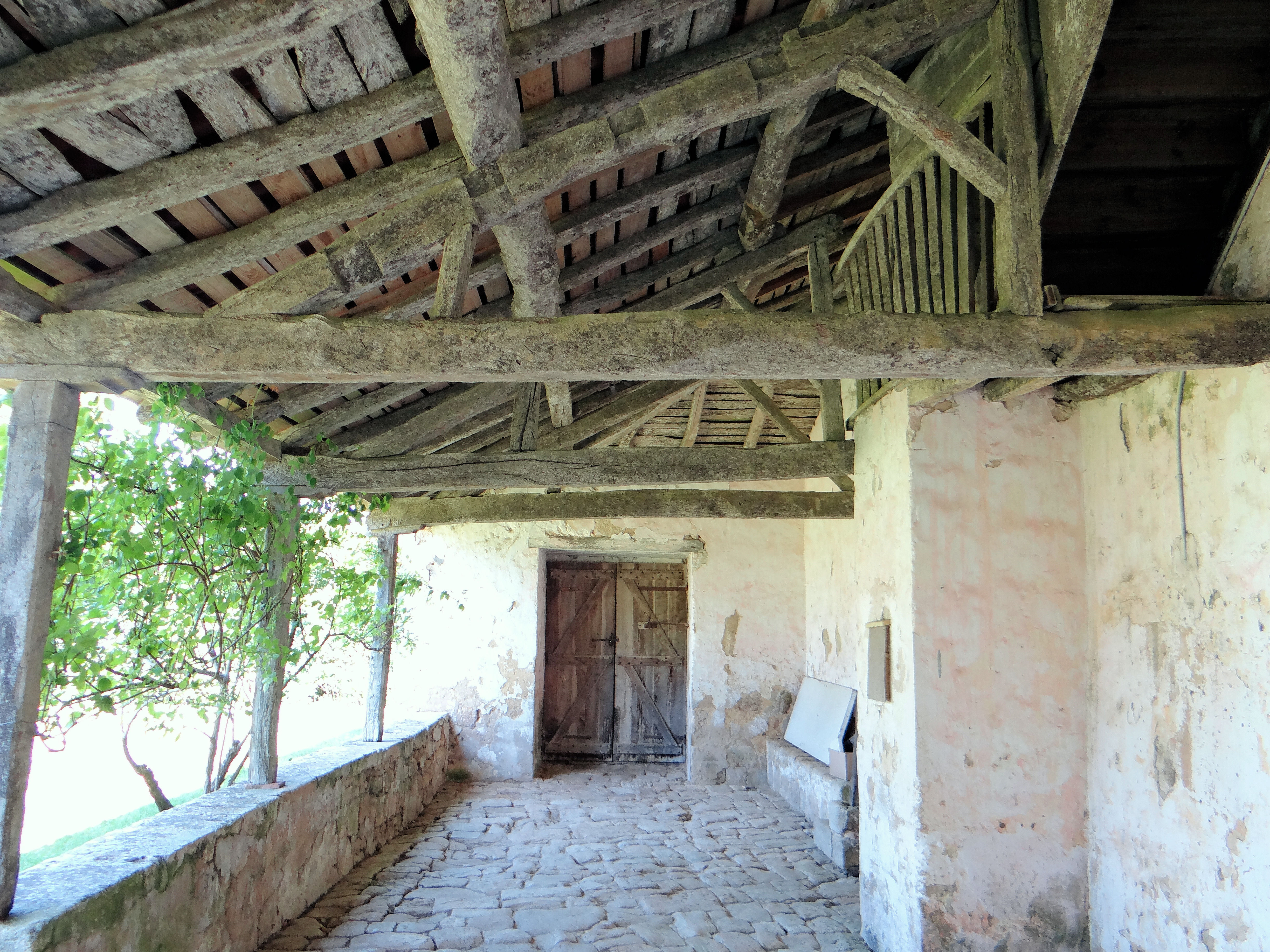
Église Saint-Martin d'Heux à Larroque-sur-l'Osse  Inscrit MH.
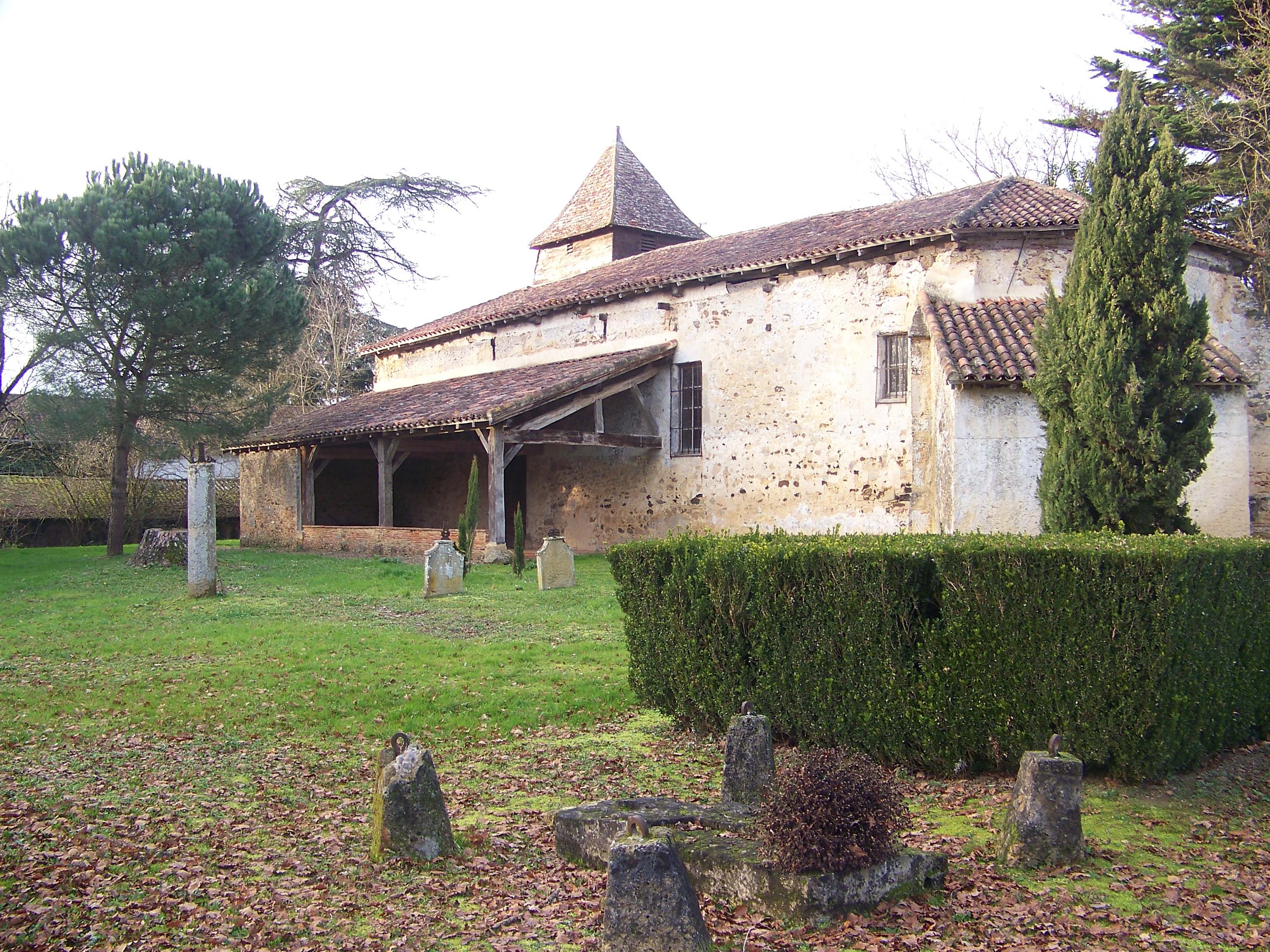
Église Saint-Aubin au Houga  Inscrit MH.
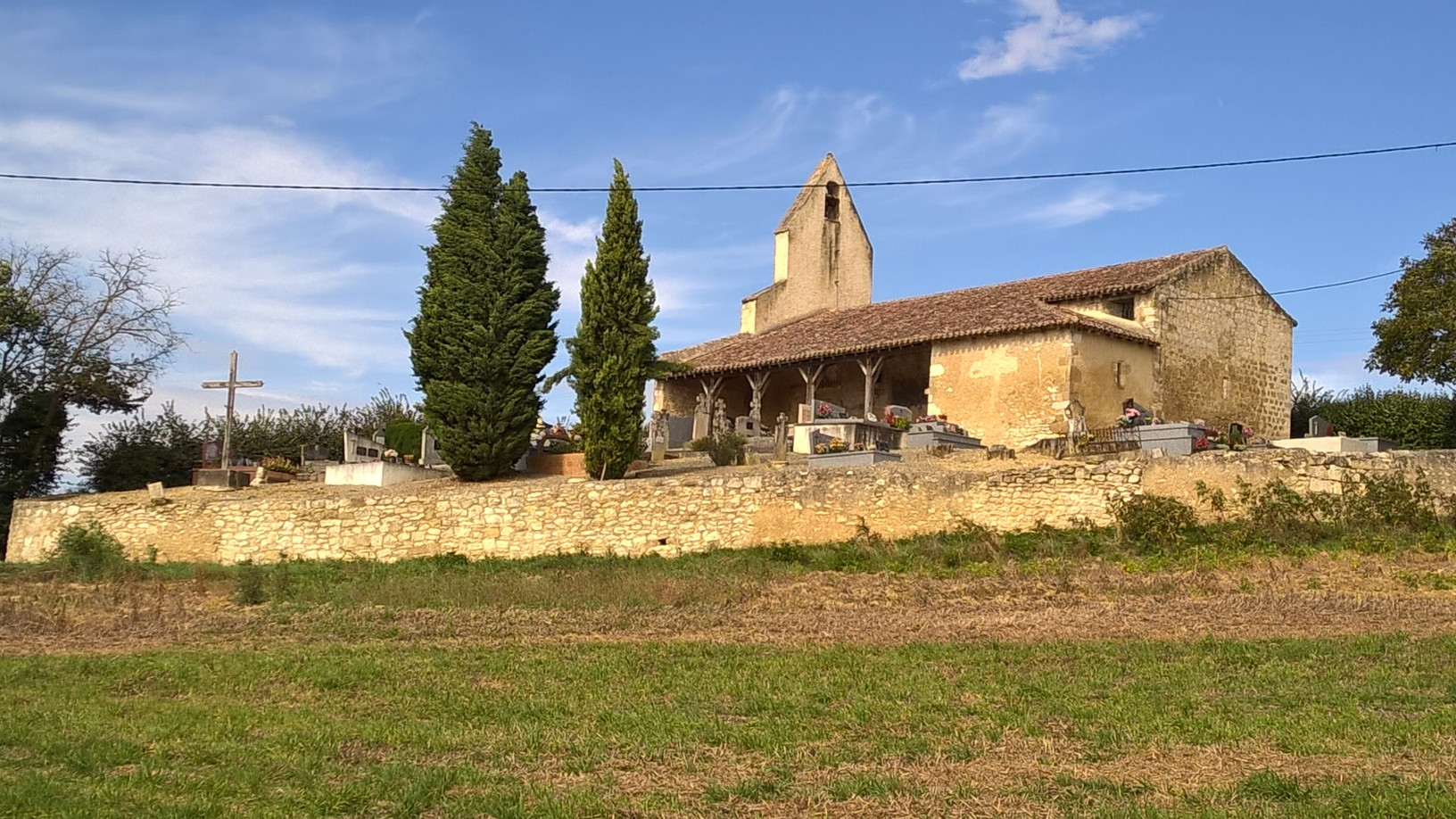
Chapelle Saint-Michel de Tremblade à Jegun  Inscrit MH.
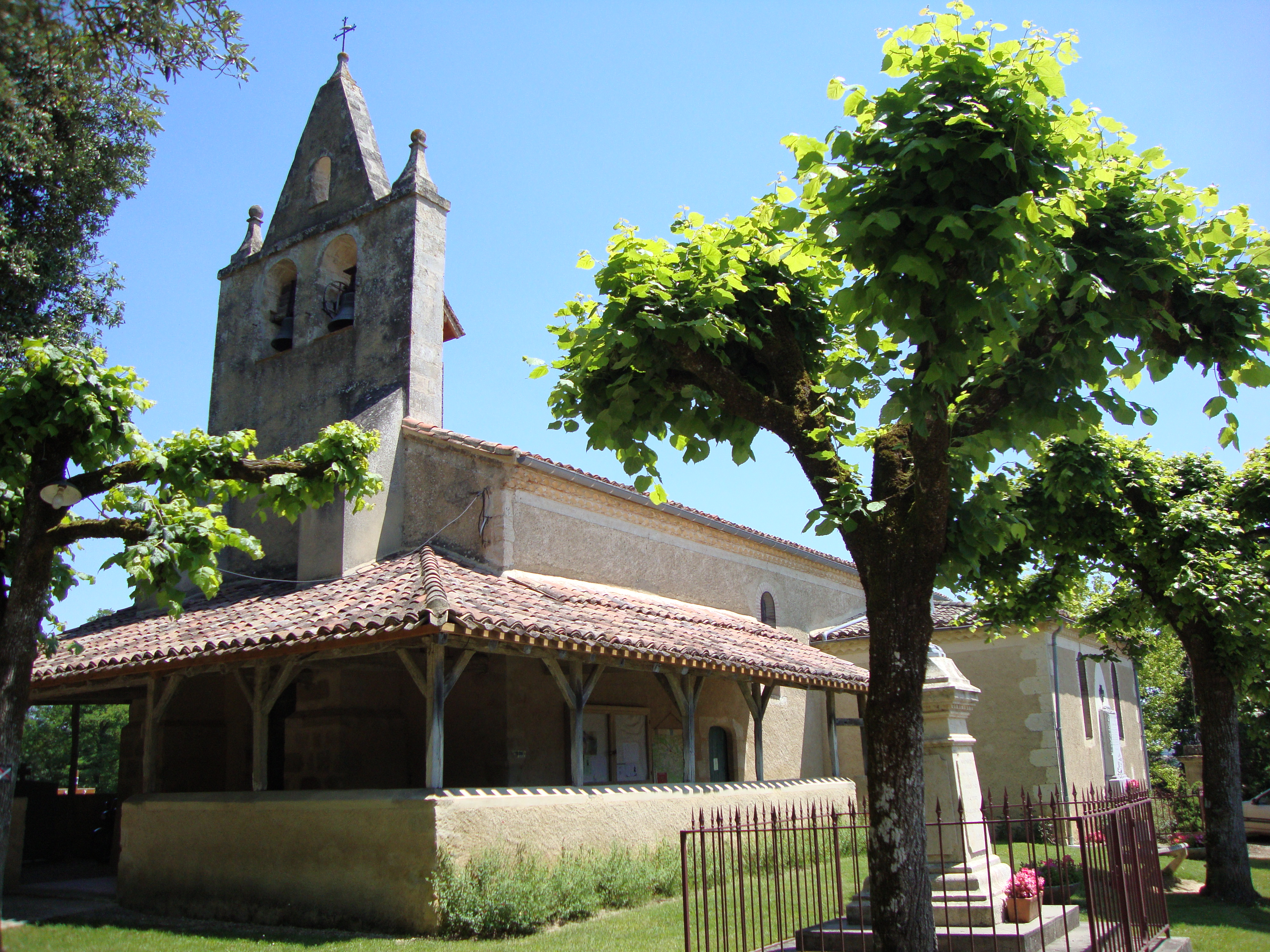
Église de Paillan à Lussan  Inscrit MH.
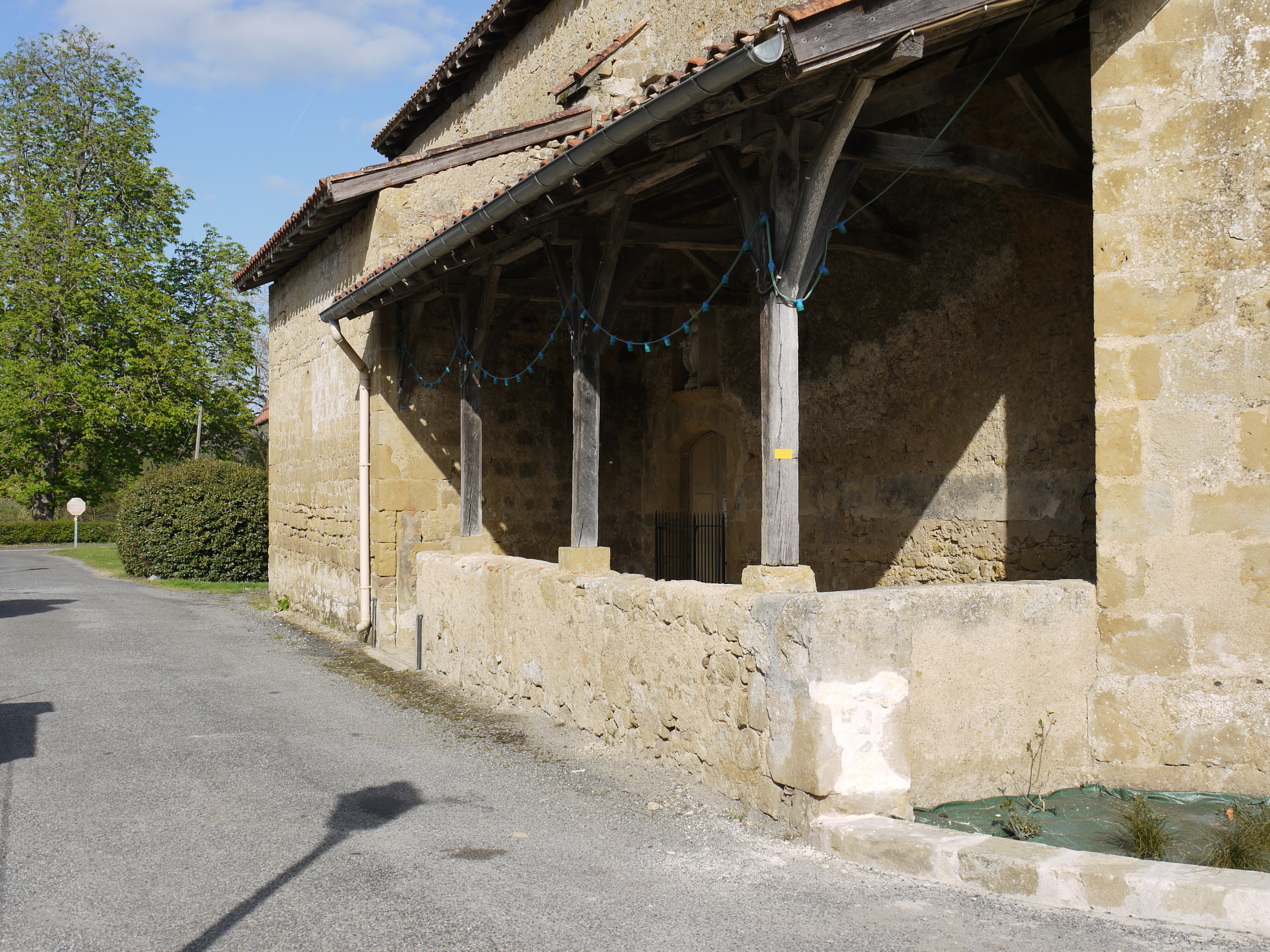
Église d'Ornézan.
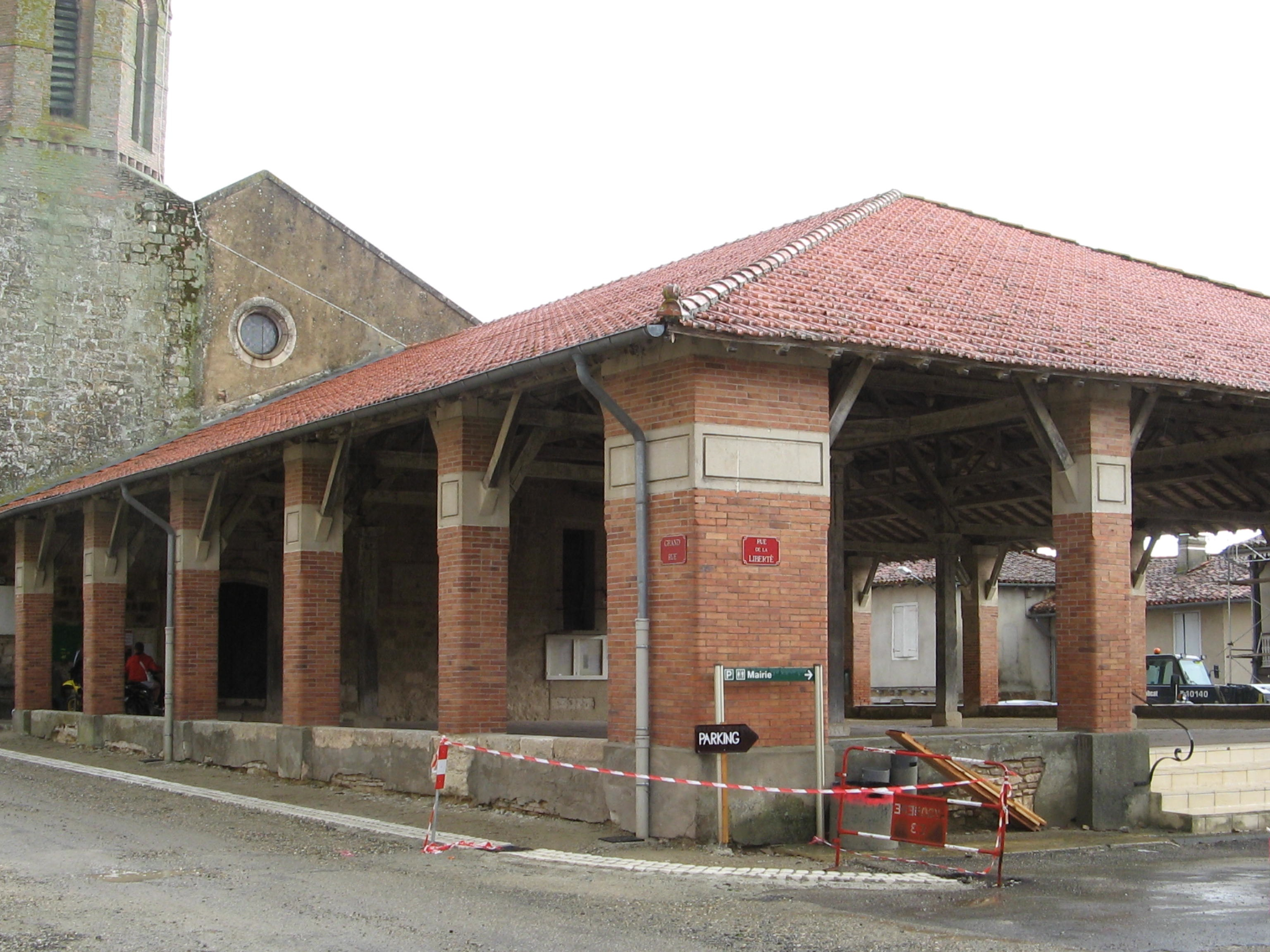
Halle de Puycasquier faisant office d'emban  Inscrit MH.
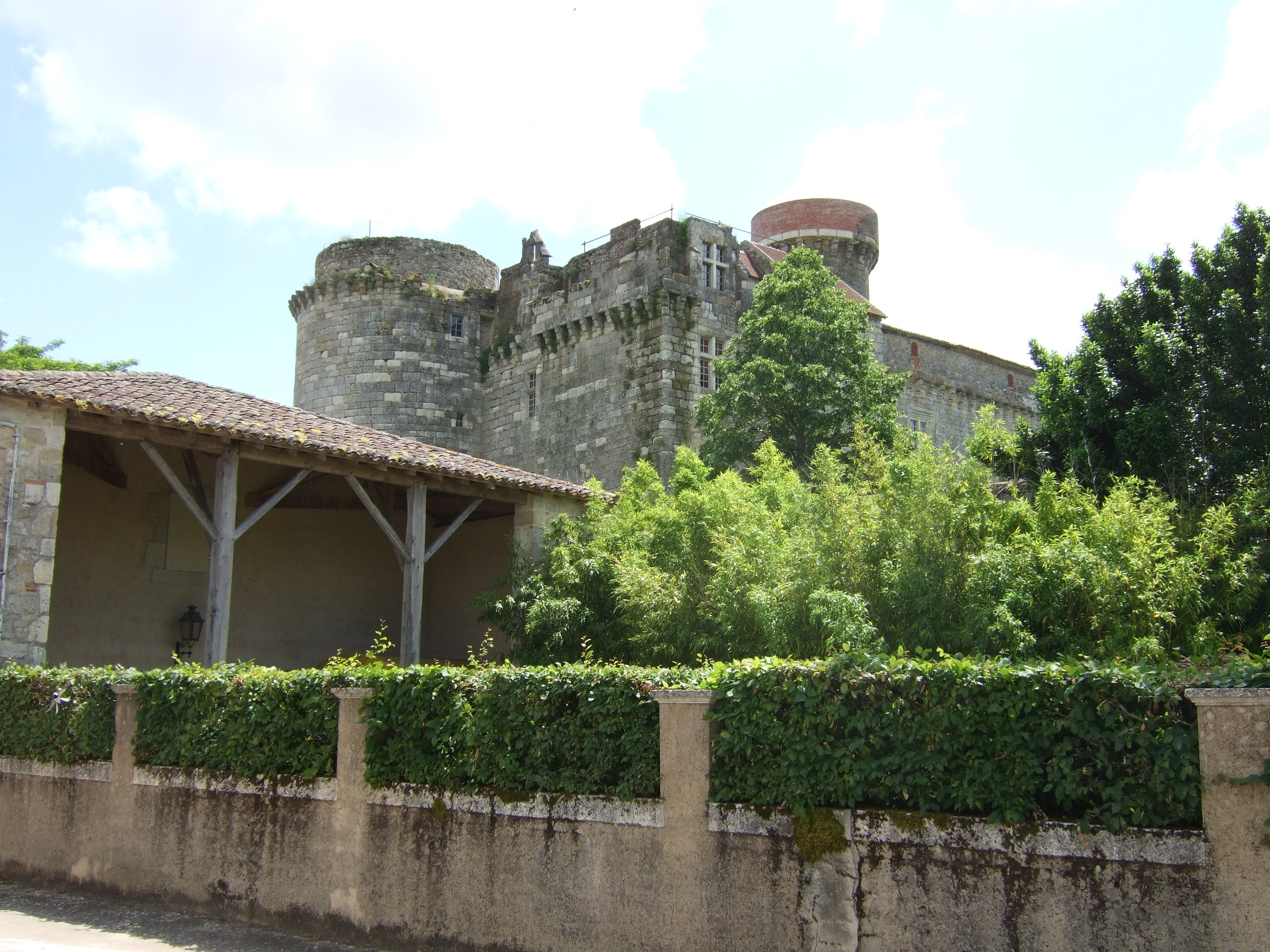
Emban au pied du château de Flamarens  Classé MH.